# Chef d'état-major de l'Armée de terre (Tunisie)
Le chef d'état-major de l'Armée de terre tunisienne est, de par la loi, l'officier militaire de rang le plus élevé de l'Armée de terre tunisienne.

## Liste
| Image | Nom                      | Début          | Fin             |
| ----- | ------------------------ | -------------- | --------------- |
|       | Mohamed Habib Essoussi   | ?              | ?               |
|       | Mohamed Gzara            | ?              | ?               |
|       | Boubaker Ben Kraïem      | ?              | ?               |
|       | Abdelhamid Escheikh      | ?              | ?               |
|       | Sadok Gmati              | ?              | ?               |
|       | Youssef Barakat          | ?              | ?               |
|       | Mohamed Saïd El Kateb    | ?              | ?               |
|       | Mohamed Hédi Ben Hassine | ?              | ?               |
|       | Abdelaziz Skik           | ?              | 30 avril 2002   |
|       | Rachid Ammar             | 2002           | 9 juillet 2013  |
|       | Mohamed Salah Hamdi      | 9 juillet 2013 | 30 juillet 2014 |
|       | Ismaïl Fathali           | 12 août 2014   | 1er juin 2018   |
|       | Mohamed El Ghoul         | 1er juin 2018  | en fonction     |